# Озбир, Эртач
Эртач Озбир (тур. Ertaç Özbir; 25 октября 1989 года, Сейхан) — турецкий футболист, вратарь клуба «Адана Демирспор».

## Клубная карьера
Эртач Озбир — воспитанник турецкого любительского клуба «Синджан Беледиеспор», после четырёх лет в нём он присоединился к команде «Этимесгут Шекерспор». за которую выступал во Второй лиге. Перед началом сезона 2010/2011 Озбир перешёл в «Касымпашу». 3 октября 2010 года он дебютировал в турецкой Суперлиге, выйдя в основном составе в гостевом поединке против «Антальяспора». Это появление оставалось для него единственным в главной турецкой лиге на протяжении более четырёх лет. В «Касымпаше» Озбир играл роль резервного голкипера. Летом 2015 года он перешёл в команду Первой лиги «Ени Малатьяспор», с которой в 2017 году добился продвижения в Суперлигу. В дебютном для команды сезоне в Суперлиге Эртач Озбир играл роль её основного вратаря. 28 августа 2019 года он подписал двухлетний контракт с «Генчлербирлиги», вернувшимся в Суперлигу. 